# 力侍神社
力侍神社（りきしじんじゃ）は、和歌山県和歌山市川辺に鎮座する神社。鎮座地川辺を始め、上野、島、神波、楠本の総氏神として一帯の信仰を集める。摂社である八王子神社と東西に並立する。『延喜式神名帳』の紀伊国牟婁郡「天手力男神社」の後継社とする説もある（式内社論社）。旧村社。
本殿は八王子神社のそれとともに和歌山県の有形文化財（建造物）に指定。境内は九十九王子の一つである川辺王子跡として和歌山県の史跡に指定されている。

## 祭神
天手力男命と猿田彦命を祀り、他13神を配祀する。

## 由緒
社伝によれば、当初は和歌山県田辺市本宮町の大斎原（熊野本宮大社の旧社地）に鎮座していたが、平安時代中期に現社地の東北方である神波（こうなみ）の字桑畑に遷座したのが創祀であると伝える。なお『紀伊続風土記』（以下『続風土記』と略記する）は『紀伊国神名帳』（以下『国帳』と略す）名草郡に見える地祇30社中の「従四位上 雨手力男神」が当神社のことであり、『延喜式神名帳』紀伊国牟婁郡に載せる「天手力男神社」がその前身、また手力男命の神名とその功業から「力士」の社名が生じ、それが転じて「力侍」神社になったもの、と考証しているが、史料的に立証できないために根拠が薄弱であると評されている。
社伝によれば、創祀後神波に西隣する上野の八王子神社の鎮座地に遷座、その後江戸時代の寛永3年（1626年）3月に神託により八王子神社とともに現在地に遷され、八王子神社は摂社として東側（向かって右側）に並び祀られるようになり、以来川辺、楠本、島、神波の4箇村の産土神とされた。なお『続風土記』によれば、円鏡山山王院という仁和寺真乗院の末寺が別当神宮寺として境内に置かれていた（後に廃寺）。
明治6年（1873年）村社に列し、同43年（1910年）に付近一帯の神社を合祀している。なお、旧神波村に当初の鎮座地の遺祠と思われる小祠があったが、これもこの時に合祀されており、同時に九十九王子である中村王子の旧跡とされる楠本の楠本神社、同じく川辺王子の跡とされる上野の八王子社（上野の旧鎮座地に遺存した小祠）も合祀された。

## 社殿
本殿は一間社流造杮葺で和歌山県指定有形文化財（後述「文化財」の節参照）。 

## 境内社
摂社 八王子神社
現在は天之忍穂耳命、五男三女神、八衢彦命、八衢姫命を主祭神に、天児屋根命他11柱を配祀する。上述のようにかつては上野に鎮座しており、『続風土記』はその当時のこととして「寛永記」を引き、弘仁年中（9世紀初葉）の創祀で、川辺、楠本、島、神波、上野、別所、落合の7箇村の産土神とされ、社地15町余りを有したが、天正時代の豊臣秀吉による紀州制圧により社地は全て没収、その際に古文書類も紛失したと記す。また『続風土記』自体は「按ずるに当社は「熊野御幸記」に載する所の川辺王子にして、僧心敬が『さゝめこと』の自跋にある八王子の社これなり」と考証している。本殿は本社本殿同様、県指定の有形文化財（後述「文化財」の節参照）。
末社 楠神社
楠大明神を祀り、玉垣内八王子神社の東に鎮座する。もと和歌山市楠本字南ノ口に鎮座し、『国帳』に載せる「従四位上 楠本大神」と見られ、近世には「楠本神社」や「楠本大明神」と称された。延暦5年（786年）に、楠本に棲息していた大蜘蛛を退治した坂上田村麻呂によって創祀されたと伝え、明治6年に無格社とされたが、同43年に遷祀の形で力侍神社に合祀された。因みにこの大蜘蛛について、『紀伊国名所図会』（文化8年〈1811年〉刊の初編。以下『名所図会』と略す）によると、かつて楠本には楠の大木が聳え立っていたが、そこに大蜘蛛がいて楠樹から和佐山（現高積山）まで巣を張って人民を困らせていたので、大同年中（9世紀初頭）に勅命を蒙った田村将軍（田村麻呂）がこれを退治すると共に楠樹も伐り倒し、その切り株から楠が叢生して森を形成したとの伝えがあり、当時（19世紀初め）には実際に周囲30尋（およそ50メートル）、数千年の齢を経たと思われる切り株があったと記している。また『続風土記』は楠本神社を九十九王子の「中村王子跡」に比定し、これが現在の通説とされるが、下述するように異論もある（「文化財」節の「史跡川辺王子跡」参照）。なお、杉原泰茂（延享3年〈1746年〉の『南紀神社録』）や『名所図会』では祭神を熊野樟日命としている。
その他、牛瀧社（玉垣内）、稲荷社、妙見社の各末社がある。

## 祭祀
近世には上述のように別当寺院が置かれていたが、産子4村によって中世に遡ると見られる宮座も組織され、祭祀や神社の普請、遷宮などを掌った。宮座は「番頭」（中世荘園に置かれた番頭の遺称とされる）を中心に運営され、番頭は「朔日講」と称して、1・3・5・7・9・11・12各月の朔日に会合を持ち、神社経営を始め広く村政全般についての取り決めを行った。番頭以外の構成員は「里守（里之守）」と呼ばれ、また「平座」とも呼ばれた。いずれも当初は経済的優位を背景とした古来の家格と伝統に基づいて就任していたが、絶家となったり社会経済の発展にともなって没落する者も出てきたため、近世中期以降は新興農民を新たに編入し、古来の家筋を「例座」、新規参入の家を「褒美入座」と区別している。「褒美」と称されるのは主として座への献金が要件とされたためで、そこからも分かるように中期以降は経済的に窮迫していき、幕末には朔日講を中止して費用を節約し、蓄えた資金を貸し付けてその利子を座の運営資金に充てる等、古来の仕来りを改めて財政の確立を計らねばならない程であった。また、それにともなって例座と褒美入座とで席次をめぐる対立も起こり、或いは座と座外一般との対立も発生、現在の家柄による特権を廃した氏子制への過渡的状況を示している。
現在は10月10日を例祭とするが、これと1月1日、4月と7月の10日、8月18日、12月10日の年6度の祭典を「例祭日」と称している。

## 文化財
（件名後の括弧内は指定の種別と年月日）

### 和歌山県指定
- 本殿（有形文化財（建造物）、昭和54年（1979年）6月9日）
- 摂社八王子神社本殿（同上）

ともに一間社流造檜皮葺で、全体に極彩色を施し、棟には千木・鰹木を置く。縁（大床）を正面と側面の3方に設けて擬宝珠を持つ高欄を廻らし、脇障子を構え、背面の縁を省略する。身舎正面は引違い格子戸とし、他の3面を白塗りの板壁とする他は極彩色を施す。棟札から本社本殿は寛永11年の軸立、摂社本殿はそれを遡る寛永元年の軸立であることが判明し、木鼻や蟇股の彫刻に優れると共に、建立時の形態がよく保たれた、県内にある桃山時代の遺風を残す神社建築の代表例とされる。なお、本社本殿に比べて摂社本殿の方が一回り大きく造作されているが、摂社本殿の身舎の壁は無地なのに対し、本社本殿は両側面の壁に花を描く。ともに昭和54年に指定。
- 川辺王子跡（史跡、昭和33年（1958年）4月1日）

熊野九十九王子である川辺王子の遺跡「川辺王子跡」として昭和33年に指定されている。なお、川辺王子跡としては『続風土記』が八王子神社の旧社地である上野に比定し、『和歌山県聖蹟』がその説を追認して以来、現在では同所が有力な候補地とされ（現在和歌山市の史跡に指定）、また当神社は中村王子があった地ではないかとする説もあって、川辺王子を含めた紀ノ川北岸の王子の位置については多くの問題が残されている。